# Ондар, Монгун-оол Дуктенмеевич
Монгун-оол Дуктенмеевич Ондар  (род. 23 июля 1975) — Народный хоомейжи Республики Тыва (2003). Заслуженный артист Российской Федерации (2011).

## Биография
Родился 23 июля 1975 года в селе Бажын-Алаак Дзун-Хемчикского района Тувинской АССР. Со школьных лет Монгун-оол принимал активное участие в смотрах и конкурсах, был участником ансамбля «Салгал». В 1991 году на Республиканском конкурсе хоомейжи стал лауреатом I степени, а летом 1992 года на конкурсе, проводившемся в рамках Международного Симпозиума «Хоомей — культурный феномен народов Центральной Азии», стал обладателем Гран-При. Осенью 1992 года поступил в Кызылское училище искусств, где в то время преподавателем класса хоомея был Хунаштаар-оол Ооржак. После службы в армии в 1993 году М. Ондар работал в составе ансамбля «Саяны». В 1995 году его пригласили в состав ансамбля «Шуде». В 1996 году по совету А.Бапа был создан ансамбль «Чиргилчин», куда вошли Монгун-оол Ондар, Алдар Тамдын, Игорь и Айдысмаа Кошкендеи. В настоящее время Монгун-оол Ондар является заслуженным артистом Российской Федерации, работает в Тувинском национальном ансамбле песни и танца «Саяны».

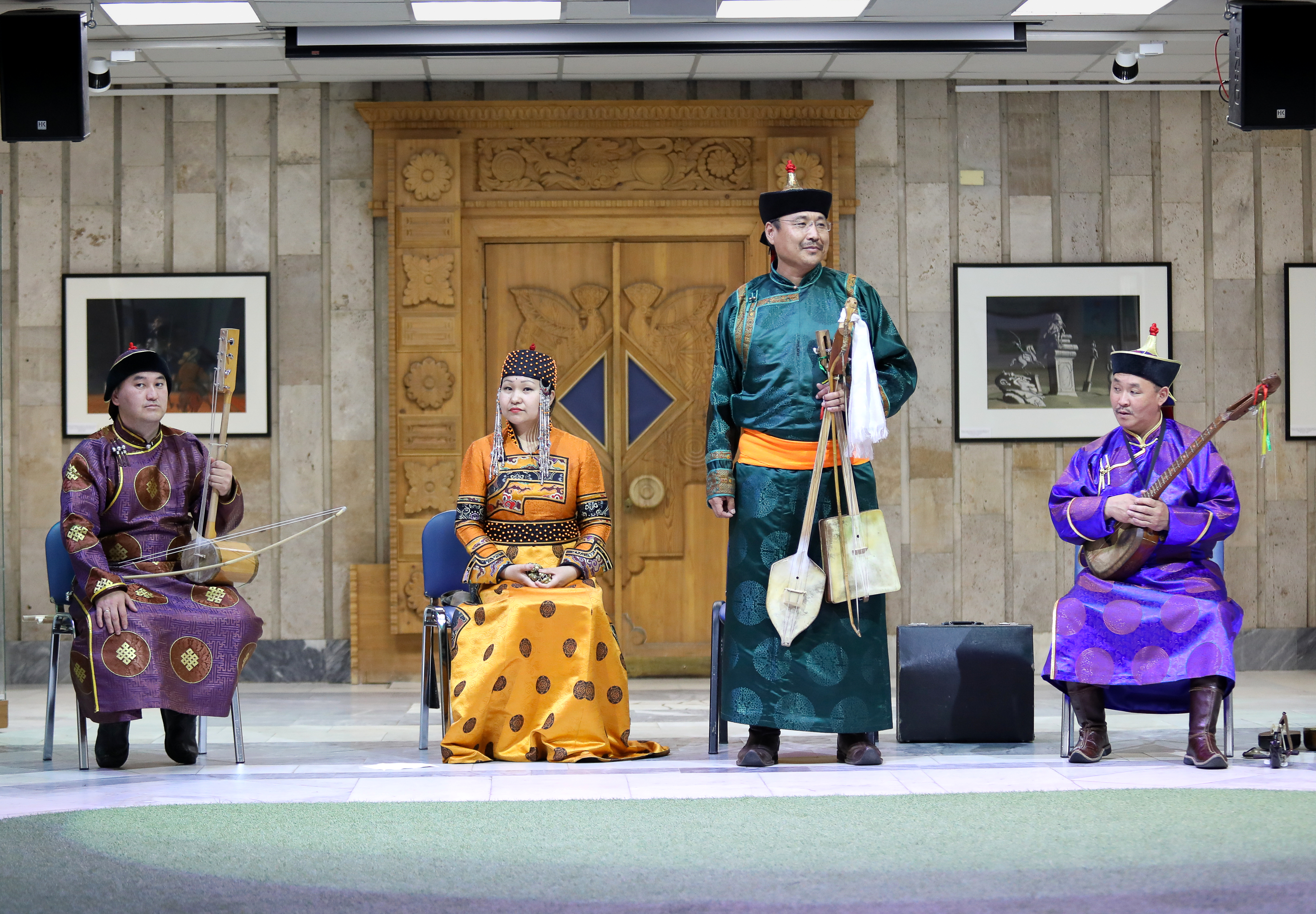
Выступление коллектива Чиргилчин в Российской государственной детской библиотеке, 2018 год.

## Творчество
Исполнять хоомей и играть на хомусе научился с 7 лет от своего отца. На игиле научил играть его дядя, Олег Куулар — известный хоомейжи. В 14-15 лет начал пробовать свои силы в изготовлении музыкальных инструментов. Постепенно освоил игру на многих инструментах: игиле, бызаанчы, чадагане, лимби. Летом 1993 года состоялась его первая заграничная поездка в Грецию вместе с артистами ансамбля "Саяны для участия в двухнедельном фестивале народного творчества. Осенью того же года принимал участие в концертном туре «Саяны» в Америке. В составе ансамбля «Шудэ» побывал в Италии, Австралии, Новой Зеландии.

## Награды и звания
- лауреат I степени Республиканского конкурса «Хоомейжи» (1991)
- обладатель Гран-При Международного этномузыкологического симпозиума «Хоомей — феномен культуры народов Центральной Азии» (1992)
- Заслуженный артист Российской Федерации (2011)
- Народный хоомейжи Республики Тыва (2003)
- обладатель Гран-При Международного этномузыкологического симпозиума «Хоомей — феномен культуры народов Центральной Азии»[4] (2013)